# Station Roermond Noord
Station Roermond Noord is de (voorlopige) naam van een gepland spoorwegstation in de gemeente Roermond, waarvan in 2008 de haalbaarheid werd onderzocht. Opening van het station is voorlopig pas voorzien voor na 2020, in verband met de noodzaak voor het realiseren van een sneltreindienst tussen Nijmegen en Roermond.

## Geschiedenis
Het station maakt deel uit van een reeks plannen van het CDA, dat met de aanleg van dit station het euregionale treinverkeer wil verbeteren. Naast Roermond-Noord zouden ook in Belfeld, Grubbenvorst en Venlo-Zuid nieuwe stations worden aangelegd. Een van de voorwaarden die wordt gesteld voor de aanleg van een nieuwe station is dat op zijn minst 150 reizigers (300 in- en uitstappers) per dag gebruik zullen maken van het station.
Station Roermond Noord zal aan de Maaslijn komen te liggen tussen de stations van Roermond en Swalmen, waarmee het een rechtstreekse verbinding krijgt met Venlo en Nijmegen in het noorden en station Roermond in het zuiden. De afstand met laatstgenoemde station zal zo'n 2,5 kilometer bedragen.
Hoe het station eruit komt te zien en op welke locatie het precies zal komen te liggen is onbekend. Toenmalig vervoerder Veolia Transport heeft aangegeven tegen de aanleg van nieuwe stations te zijn, omdat deze logistiek niet in te passen zijn in de grotendeels enkelsporige Maaslijn. Er bestaan plannen voor een sneltreindienst tussen Nijmegen en Roermond, maar deze zal pas in 2020 zijn gerealiseerd. Tot die tijd is het volgens Veolia onaantrekkelijk voor het transportbedrijf om extra stations aan te leggen. De Maaslijn telt 13 stations op een traject van ruim 80 kilometer.
Opmerkelijk is dat in de directe omgeving van mogelijke stationslocaties in het noorden van de stad Roermond nauwelijks bebouwing aanwezig is. Alleen het kerkdorp Leeuwen ligt in de buurt. Daarnaast ligt de middelbare school Broekhin op korte afstand, waarvan een groot aantal leerlingen woonachtig is in Swalmen. Overigens ligt het station op 500 meter afstand van het in 2008 geopende Retailpark, dat door de komst van dit station ook met het openbaar vervoer beter bereikbaar wordt.